# Oras Tynkkynen
Oras Tynkkynen (Topi Oras Kalevi Tynkkynen, sinh năm 1977) là thành viên của Quốc hội Phần Lan, đại diện cho Liên đoàn Xanh. Tynkkynen là chủ tịch của nhóm nghị sĩ Xanh. Ông từng là Cố vấn của Thủ tướng Matti Vanhanen về Chính sách Khí hậu. Ngoài ra Tynkkynen còn là Thành viên của Hội đồng Thành phố Tampere và là một nhà hoạt động môi trường. Ông cũng đã giữ các vị trí trong nhiều tổ chức khác, chẳng hạn như Friends of the Earth Phần Lan. Oras Tynkkynen trở thành thành viên Quốc hội năm 2004 với tư cách là người thay thế khi Satu Hassi rời ghế sau cuộc bầu cử vào Nghị viện Châu Âu. Ông được bầu trực tiếp vào Nghị viện năm 2007.
Tynkkynen sinh ra ở Jyväskylä, Phần Lan. Ông tốt nghiệp Khoa Báo chí và Truyền thông Đại chúng tại Đại học Tampere. Từ năm 14 tuổi, ông đã hoạt động trong các tổ chức môi trường và phát triển. Ông là thành viên sáng lập của Friends of the Earth Phần Lan và là phó chủ tịch của tổ chức này vào năm 1996-1997 và vào mùa xuân năm 2004. Tynkkynen đã viết bài trên nhiều tờ báo và là phóng viên cho tin tức radio của YLE. Các tác phẩm của ông thường tập trung vào công bằng và môi trường, đặc biệt là biến đổi khí hậu.
Tynkkynen đang tranh cử vào Nghị viện Châu Âu.

## Đời tư
Ông là thành viên đồng tính công khai đầu tiên của Quốc hội Phần Lan, nhưng sau đó đã được tham gia bởi những người khác, chẳng hạn như Jani Toivola và Silvia Modig. Khi rảnh rỗi, ông thích thể thao, đọc sách, nghe nhạc điện tử và đi du lịch.